# Patrick Hurley (homme politique)
Patrick Brian Hurley est un homme politique du Parti travailliste britannique qui est élu député de Southport aux élections générales de 2024.
Hurley est le premier député travailliste de Southport, ayant été conseiller de Mossley Hill au conseil municipal de Liverpool de 2011 à 2023.
Hurley est originaire de Prescot, Knowsley. Il s'est auparavant présenté aux élections municipales du 4 mai 2023 pour le nouveau quartier de Waterfront South, mais n'a pas été élu,.
Hurley est député de Southport immédiatement après l'attaque au couteau de Southport en 2024 et des émeutes à Southport dans la nuit du 30 juillet 2024, 